# Гжегож Пйотровський
Гжегож Славомир Пйотровський (пол. Grzegorz Sławomir Piotrowski, 23 травня 1951, Лодзь) — офіцер держбезпеки ПНР, керівник спеціальної Групи D IV департаменту МВС ПНР, головний учасник вбивства капелана Солідарності Єжи Попелушка, мученика Католицької церкви. Був засуджений до тривалого ув'язнення. Після звільнення — антиклерикальний публіцист.

## Капітан держбезпеки
Народився у сім'ї лодзинської інтелігенції. За освітою математик. Працював шкільним учителем у Лодзі. 1975 року вступив на службу до МВС, з 1981 року — у центральному апараті міністерства. На службі виявляв рішучість і жорстокість. Відрізнявся високим зростом і фізичною силою.
Мав звання капітана Служби безпеки ПНР (з 1956 до 1990 рік СБ ПНР структурно належала до МВС). Перебував в урядущій компартії ПОРП.
Гжегож Пйотровський служив у IV департаменті, спеціалізувався на боротьбі з польською католицькою церквою. Брав участь у провокаціях і нападах на прочан Ясногорського монастиря, католицьких дисидентів й активістів профспілки Солідарність. Вирізнявся ідеологічною жорсткістю й оперативною ефективністю. З грудня 1982 року до лютого 1983 року очолював у IV департаменті спецгрупу «D», що займалася акціями «неофіційного насильства». У січні 1983 року керував викраденням і катуванням історика Януша Крупського.

## Вбивство Єжи Попелушка
1984 року IV департамент отримав від вищого партійного керівництва завдання припинити діяльність капелана «Солідарності» Єжи Попелушка — яскравого проповідника, популярного в країні. Рішення приймалося на рівні члена політбюро ЦК ПОРП Мирослава Мілевського, який займався міліцією та держбезпекою. На вересневій нараді в МВС капітан Пйотровський переконав керівництво, що єдиним способом нейтралізації Попелушка є фізичне усунення.
Безпосереднє керівництво операцією було доручено полковнику Адаму Петрушці, виконання — капітану Гжегожу Пйотровському, поручнику (лейтенанту) Вальдемару Хмелевському та поручнику Лешеку Пенкале. Петрушка дав зрозуміти Пйотровському, що допускає вбивство. 19 жовтня 1984 року Єжи Попелушка викрали і після жорстокого побиття вбили.
Всепольський вибух обурення змусив владу вжити заходів. Керівники ПОРП і МВС відмежувалися від убивць. Секретар ЦК Мілевський і міністр внутрішніх справ генерал Чеслав Кіщак вирішили продемонструвати акт правосуддя, здавши виконавців поставленого ними завдання. 23 жовтня 1984 року заарештували Петрушка, Пйотровського, Пенкалу, 27 жовтня — Хмелевського. У в'язниці Мокотув Пйотровський утримувався в одній камері з колишнім капітаном СБ Адамом Ходишем — прихильником і таємним інформатором «Солідарності». За наступними відгуками, Пйотровському було ніяково від такого сусідства.
Наприкінці року всі четверо постали перед воєводським судом у Торуні за місцем скоєння злочину. На процесі Пйотровський тримався жорстко та зухвало. Він стверджував, ніби вбивство не входило в початкові плани, але не виражав ні каяття, ні навіть жалю. Прозоро натякав, що завдання отримав від представників вищої партійно-державної влади для захисту соціалістичного ладу ПНР. З пафосом викривав католицьку церкву та її служителів.

## Вирок і наслідки
7 лютого 1985 року суд виніс вирок: Пйотровський як найбільш активний учасник і Петрушка як організатор злочину отримали по 25 років позбавлення волі (для Пйотровського звинувачення вимагало страти). Пенкала засудили до 15 років ув'язнення, Хмелевського — до 14 років.

Вбивство Єжи Попелушка спричинило великі зміни у партійно-державному керівництві.
Сталося те, чого не передбачали ні троє вбивць, ні їхні начальники Петрушка з Платеком, ні член Політбюро Мілевський. «Тепер їм кінець», — сказав генерал Ярузельський… «Партійний бетон» був напіврозчавлений і вже ніколи не оговтався. Влада повністю зосередилася в руках військових і партійних прагматиків.
Згодом термін ув'язнення Пйотровського скоротили до 15 років. Очікувалося порівняно швидке звільнення вбивць Попелушка, проте політичні зміни у Польщі 1988—1990 років зірвали цей план. Пйотровський вийшов на волю лише у серпні 2001 року (Петрушка — 1995 року, Хмелевський — 1989 року, Пенкала — 1990 року).
Багатьом здавалося, ніби Пйотровський вбивав Попелушко з ідейних спонукань від комуністичного фанатизму. Але Ян Рулевський — він зараз сенатор Польщі, один із лідерів ліберального руху — вважає інакше. На його погляд (а до нього варто прислухатися), головним мотивом убивці був елементарний кар'єризм… Шістнадцять років в'язниці — карколомна кар'єра, нічого не скажеш.

## У публіцистиці
Після звільнення Пйотровський проживає у Варшаві. Давав приватні уроки математики, працював у сфері інформаційних технологій, займався туристичним бізнесом. Потім почав співпрацювати з антикатолицьким журналом «Fakty i Mity» («Факти та міфи»). Головним редактором видання є колишній католицький священник Роман Котлинський, який порвав із церквою і приєднався до ліволіберальних політичних сил. Спочатку публікації Пйотровського підписувалися псевдонімами. Розкриття псевдонімів викликало політичний (одіозність автора) та фінансовий (тіньові схеми виплати гонорарів) скандал.
У 2002—2003 роках Пйотровський відбув 8 місяців ув'язнення за публічну образу правосуддя в антиклерикальній телепередачі.

Гжегож Пйотровський позиціює себе як противник релігійного догматизму, диктату костелу, викривача духовенства. Його статті відрізняються особливим напруженням ненависті до релігії та церкви.
Він тепер каже, що вбивав Попелушка на знак протесту проти костелового диктату. Боровся за вільнодумство, коротше. Хоч зараз у політруки до FEMEN. Незрівнянне шляхетське нахабство, це давно відомо.

## Громадські особливості
Гжегож Пйотровський, на відміну від Лешека Пенкали, жодною мірою не кається у вбивстві Єжи Попелушко. На відміну від Вальдемара Хмелевського, він анітрохи не приховує і не соромиться своєї колишньої діяльності. На відміну від Адама Петрушки, схильний до демонстративної публічності.

Зазвичай Гжегож Пйотровський виступає під власним ім'ям.
Прізвище «Пйотровський» — це торгова марка, яку можна рекламувати в антиклерикальному середовищі.
Однак Пйотровський все ж таки має «запасне» прізвище і в низці випадків представляється як Гжегож Петржак. У пресі виступав під псевдонімом Славомир Яніш. Його дружина та діти змінили прізвища та місце проживання ще у 1984 році, побоюючись лінчування.
Політично Гжегож Пйотровський близький не так до маргінальних комуністів або «лівих демократів» (колишня ПОРП), як до епатажного руху Януша Палікота. Перебував також в Антиклерикальній партії прогресу, заснованої Романом Котлинським.